# Prunum albertoangelai
Prunum albertoangelai Cossignani, 2005 è un mollusco gasteropode della famiglia delle Marginellidae. Il nome Prunum albertoangelai è stato dato in onore del giornalista scientifico italiano Alberto Angela.

## Descrizione
La conchiglia di pochi millimetri ha un canale sifonale ben sviluppato attraverso il quale viene risucchiata acqua nella cavità palleale. Alla base del sifone si trova l'organo olfattivo (osphradium), costituito da una serie di recettori simmetrici che si dipartono da un asse centrale.

## Distribuzione
La specie è distribuita nel Mar dei Caraibi lungo le coste della Colombia.